# Polizeiliche Vorbeugungshaft
Polizeiliche Vorbeugungshaft  bzw. Vorbeugehaft war ein Instrument des nationalsozialistischen Regimes zur vorbeugenden Verbrechensbekämpfung und polizeilichen planmäßigen Überwachung. Die Polizeiliche Vorbeugungshaft konnte von der Kriminalpolizei ohne gesetzliche Grundlage zeitlich unbefristet angeordnet werden. Ähnlich der von der Gestapo verhängten Schutzhaft gab es auch gegen die Vorbeugungshaft keinen Rechtsschutz, etwa im Wege der richterlichen Haftprüfung.
Mit der Verordnung des Reichspräsidenten zum Schutz von Volk und Staat vom 28. Februar 1933 (Reichstagsbrandverordnung) war auch Art. 114 der Weimarer Verfassung „bis auf weiteres außer Kraft gesetzt“ worden. Es waren daher „Beschränkungen der persönlichen Freiheit auch außerhalb der sonst hierfür bestimmten gesetzlichen Grenzen zulässig.“

## Frühe Verfolgungsmaßnahmen
Bereits 1933 wurden einige mehrfach Vorbestrafte in „Vorbeugungshaft“ genommen. Am 2. November 1933 unterzeichnete Hermann Göring einen Erlass „Anwendung der vorbeugenden Polizeihaft gegen Berufsverbrecher“. Als solcher galt, wer dreimal oder öfter wegen Straftaten aus Gewinnsucht verurteilt war. Diese Maßnahme beschränkte sich zunächst auf wenige hundert Personen, die auf unbeschränkte Zeit ins Konzentrationslager eingewiesen wurden. Anfang 1937 zeigte sich Heinrich Himmler in einer Rede vor Wehrmachtsoffizieren entschlossen, trotz der von ihm beklagten „unzulänglichen Gesetze“ in „viel größerem Maße als bisher schon“ Straftäter mit drei oder vier Strafen als Berufsverbrecher „einzusperren und nicht mehr loszulassen“. In einem Schnellbrief wies er am 27. Februar 1937 das preußische Landeskriminalamt an, zweitausend nicht in Arbeit befindliche Berufs- und Gewohnheitsverbrecher festzunehmen und in Konzentrationslager einzuliefern. Diese Anordnung wurde im März 1937 ausgeführt.

## Grunderlass vom Dezember 1937
Reichsweit einheitlich geregelt wurden die „polizeiliche Vorbeugungshaft“ und die „polizeiliche planmäßige Überwachung“ mit dem Grunderlass „Vorbeugende Verbrechensbekämpfung durch die Polizei“ des Reichsinnenministeriums vom 14. Dezember 1937. Der Erlass und die Durchführungsrichtlinien wurden maßgeblich vom SS-Standartenführer Paul Werner, Abteilungsleiter im Reichssicherheitshauptamt, verfasst.
Bestimmte Personengruppen konnten unter polizeiliche „planmäßige Überwachung“ gestellt und – bei Verstoß gegen Auflagen – inhaftiert werden. In Vorbeugungshaft kamen „Berufsverbrecher“, die „wegen aus Gewinnsucht begangener Straftaten“ mindestens dreimal zu einer Haftstrafe von sechs Monaten verurteilt worden waren. Von dem Erlass betroffen waren zudem „Gewohnheitsverbrecher“, die ihre Straftaten „aus verbrecherischem Trieb oder verbrecherischer Neigung“ begangen hatten und dreimal zu mindestens achtmonatiger Haftstrafe verurteilt worden waren. In Vorbeugungshaft genommen werden konnte außerdem, wer „durch sein asoziales Verhalten die Allgemeinheit gefährdet.“ Die Abgrenzung zur Schutzhaft ergab sich materiell daraus, dass politische Gesichtspunkte nicht beachtet werden sollten, und formal, weil die Kriminalpolizei für die Vorbeugehaft während die Geheime Staatspolizei für die Schutzhaft zuständig war.
Die polizeiliche Vorbeugungshaft wurde in „geschlossenen Besserungs- und Arbeitslagern“ oder „in sonstiger Weise“ vollstreckt. Eine Haftprüfung war spätestens nach zweijähriger Haftdauer vorgesehen. Gegen die „polizeiliche planmäßige Überwachung“ und die „polizeiliche Vorbeugungshaft“ konnten keine Rechtsmittel eingelegt werden, so dass hier ein rechtsfreier Raum entstand.

## Weiterungen
Im April und Juni 1938 folgten zwei als Aktion „Arbeitsscheu Reich“ und Juni-Aktion bezeichnete Verhaftungswellen. Die Inhaftierung und Verschleppung in Konzentrationslager betraf in erster Linie „Arbeitsscheue“, Obdachlose, Sinti und Roma, Prostituierte, Homosexuelle sowie geringfügig vorbestrafte Juden. Die entsprechende Anordnung, der Runderlass „Schutzhaft gegen Asoziale“, nimmt Bezug auf den Grunderlass „Vorbeugende Verbrechensbekämpfung durch die Polizei“ vom Dezember 1937.
Auch die Deportation von Sinti und Roma in das sog. Zigeunerlager Auschwitz ab Februar 1943 aufgrund des Auschwitz-Erlasses Heinrich Himmlers erfolgte zur Vollstreckung von Vorbeugungshaft.

## Deutungen
Der Historiker Peter Longerich stellt fest, dass sich mit der im März 1937 durchgeführten Verhaftungsaktion die Anzahl der „Vorbeugehäftlinge“ verfünffacht habe und damit kein „Ausnahmefall“ mehr, sondern zur Routine geworden sei. Nationalsozialistische Kriminalbiologen hätten das Verbrechertum als „genetisch bedingt“ und mithin als eine Rassenfrage angesehen. Bei der Kriminalprävention ging es nun darum, die Träger asozialer und tendenziell verbrecherischer Erbanlagen „auszumerzen.“

## Forschungsliteratur
- Patrick Wagner: Volksgemeinschaft ohne Verbrecher. Konzeptionen und Praxis der Kriminalpolizei in der Zeit der Weimarer Republik und des Nationalsozialismus. Christians, Hamburg 1996.
- Karl-Leo Terhorst: Polizeiliche planmäßige Überwachung und polizeiliche Vorbeugungshaft im Dritten Reich. Ein Beitrag zur Rechtsgeschichte vorbeugender Verbrechensbekämpfung. Müller, Heidelberg 1985.
- Andreas Schwegel: Der Polizeibegriff im NS-Staat. Polizeirecht, juristische Publizistik und Judikative 1931-1944. Mohr Siebeck, Tübingen 2005.